# Fokker T-2
Die Fokker T-2 (Werksbezeichnung Fokker F.IV) war ein einmotoriges Transportflugzeug des niederländischen Herstellers Nederlandsche Vliegtuigenfabriek aus den frühen 1920er-Jahren. Die zwei in Veere vorgefertigten und in Dayton (Ohio) montierten Maschinen kamen in den Besitz der US-Streitkräfte. Eines davon wurde später zum Ambulanzflugzeug  Fokker A-2 umgebaut.
Mit der T-2 gelang der erste Nonstop-Flug zwischen der Ost- und der Westküste der USA.

## Geschichte
Auf Einladung des US-Militärs reiste Anthony Fokker 1920 in die Vereinigten Staaten und präsentierte dort unter anderem den Entwurf eines einmotorigen Hochdeckers, der bis zu 12 Personen aufnehmen konnte. Die beiden daraufhin bestellten Flugzeuge wurden 1921 nach Plänen des Chefkonstrukteurs Reinhold Platz fertiggestellt und in Einzelteilen in die USA geliefert. Der endgültige Zusammenbau erfolgte 1922 auf dem McCook-Militärflugplatz in Dayton (Ohio), wo sie anschließend vom United States Army Air Service als T-2 in Dienst gestellt wurden.
Eines der beiden Flugzeuge wurde anschließend in ein Langstrecken-Versuchsflugzeug umgebaut.  Mit 36 Stunden und 14 Minuten Flugzeit wurde am 16. und 17. April 1923 ein neuer Weltrekord im Dauerflug aufgestellt. Am 2. und 3. Mai 1923 gelang der erste Nonstop-Flug zwischen Ost- und Westküste der USA. Für die Strecke von New York City nach San Diego benötigten die Piloten 26 Stunden und 50 Minuten. Wenige Monate später wurde das Flugzeug in ein Museum überführt. Heute befindet es sich im National Air and Space Museum in Washington, D.C.
Zusätzlich bot Fokker eine Variante für den Passagierverkehr an. Da es zu diesem Zeitpunkt in den USA kein Interesse an größeren Verkehrsflugzeugen gab, kam es zu keinen Bestellungen.

## Konstruktion
Der Entwurf der F.IV lehnte sich stark an das Vorgängermodell F.III an. Der kastenförmige Rumpf bestand aus einem geschweißten Stahlrohrrahmen mit Stoffbespannung und war mit Sperrholz ausgekleidet. Der Einstieg erfolgte über zwei an der linken Seite angeordnete Türen. Der Pilot saß in einem offenen Cockpit, das sich seitlich des Motors befand. Die hölzernen Tragflächen waren freitragend angeordnet. Als Antrieb diente ein aus Reservebeständen der US-Armee stammender V12-Liberty-Motor mit 300 kW Leistung.
Die zivile Version konnte in unterschiedlicher Ausstattung bestellt werden. Eine Variante verfügte über ein herausnehmbares Frachtabteil, sodass die Kapazität entweder bei 8 Passagieren plus Fracht oder bei 12 Passagieren lag. Die hölzernen Tragflächen konnten auf Wunsch gegen solche mit Metallhaut ersetzt werden. An Stelle des Liberty-Motors war der Einbau eines Napier Lion oder eines Rolls-Royce Eagle möglich. Die beiden seitlichen Türen ermöglichten die Aufteilung des Innenraums in zwei getrennte Abteile. Keine dieser Varianten wurde realisiert.

## Technische Daten
| Kenngröße             | Daten                                                             |
| --------------------- | ----------------------------------------------------------------- |
| Besatzung             | 2                                                                 |
| Passagiere            | 8–12                                                              |
| Länge                 | 15,00 m                                                           |
| Spannweite            | 24,80 m                                                           |
| Höhe                  | 3,34 m                                                            |
| Flügelfläche          | 34,6 m²                                                           |
| Flügelstreckung       | 17,8                                                              |
| Leermasse             | 2250 kg                                                           |
| Startmasse            | 3460 kg                                                           |
| Höchstgeschwindigkeit | 150 km/h                                                          |
| Dienstgipfelhöhe      | 3200 m                                                            |
| Reichweite            | 4100 km                                                           |
| Triebwerk             | ein Zwölfzylinder-V-Motor Liberty von Packard mit 298 kW (405 PS) |